# André Fouché
André Eugène Fouché, né le 17 septembre 1908 à Paris XIVe et mort le 23 juillet 2001 à Poissy (Yvelines), est un acteur français.

## Biographie
Engagé à 18 ans à la Comédie-Française, il est le plus jeune pensionnaire à être admis sans avoir fait ses classes au Conservatoire national supérieur d'art dramatique. Il joue au Théâtre de l'Art quand Marcel Pagnol vient le voir dans sa loge pour lui offrir le rôle de Césariot.
Il avait été révélé auparavant par Jean Renoir dans le film Madame Bovary.
André Fouché professait à l'École de Théâtre du Havre comme dramaturge
Au Havre, Il continuait à concevoir et à réaliser la mise en scène de pièce de théâtre comme Sade, Agamemnon.

## Filmographie
- 1932 : Danton de André Roubaud - Camille Desmoulins
- 1932 : Des ailes s'ouvrent de Andrew F. Brunelle - court métrage -
- 1933 : Le Barbier de Séville de Hubert Bourlon et Jean Kemm
- 1934 : Madame Bovary de Jean Renoir - Justin
- 1934 : L'Or de Karl Hartl et Serge de Poligny
- 1934 : Torture de Roger Capellani - moyen métrage -
- 1935 : Retour au paradis de Serge de Poligny
- 1936 : César de Marcel Pagnol - Césariot
- 1936 : Les Grands de Félix Gandéra et Robert Bibal
- 1936 : Mayerling de Anatole Litvak - Georges Vetsera
- 1937 : Les Anges noirs de Willy Rozier de Willy Rozier
- 1938 : Ceux de demain / L'enfant de troupe de Adelqui Millar et Georges Pallu
- 1938 : Champions de France de Willy Rozier
- 1938 : La Piste du sud de Pierre Billon - Le sous-lieutenant Beaumont
- 1938 : Les Rois de la flotte de René Pujol
- 1942 : Le Bienfaiteur de Henri Decoin - Claude de Vitrac
- 1943 : Le Comte de Monte-Cristo de Robert Vernay - (Film tourné en deux époques) - Benedetto
- 1945 : L'Aventure de Cabassou de Gilles Grangier - Acyave
- 1945 : L'Invité de la onzième heure de Maurice Cloche - Serge
- 1946 : Vive la liberté de Jeff Musso
- 1946 : L'Ennemi sans visage de Maurice Cammage et Robert-Paul Dagan - Maxime Arthus
- 1963 : Landru de Claude Chabrol - Le docteur Paul
- 1967 : Playtime de Jacques Tati - Le restaurateur
- 1967 : Les Enquêtes du commissaire Maigret de Claude Barma, épisode : Cécile est morte
- 1968 : Ces messieurs de la famille de Raoul André - Le proviseur
- 1972 : Alfredo, Alfredo de Pietro Germi
- 1979 : Les Enquêtes du commissaire Maigret, épisode : Maigret et la vieille dame de Stéphane Bertin

## Théâtre
- 1927 : Le Mariage de Figaro de Beaumarchais, Comédie-Française : Pédrille
- 1927 : Monsieur Scapin de Jean Richepin, Comédie-Française : Antoine
- 1927 : Le Barbier de Séville de Beaumarchais, Comédie-Française : L'Éveillé
- 1929 : Les Égarés de Marguerite Duterme, comédie en 3 actes, mise en scène Pierre Magnier, décors d'André Boll ; avec André Fouché dans le rôle de Claude et Marie Valsamaki dans celui de Catherine Louvois, Théâtre de la Comédie Caumartin - 24-04-1929[3]
- 1938 : Virage dangereux de John Boynton Priestley, mise en scène Raymond Rouleau, Théâtre Pigalle
- 1973 : La Vie de Jean-Baptiste Poquelin dit Molière, texte établi par Marc Normant, mise en scène de Gildas Bourdet, dramaturgie de André Fouche, Théâtre de l'Hôtel de Ville du Havre [4] puis Théâtre municipal de Tourcoing en 1976 [5]
- 1975 : La Guerre picrocholine, mise en scène André Fouché et Marc Normant, Le Havre (France), quartier de Caucriauville[6]
- 1978 : Alice au pays des livres, mise en scène James Ettouati, spectacle pour enfants de Maison de la Culture et de l'Unité de Création Théâtrale du Havre
- 1979 : Le Carnier, mise en scène James Ettouati, dramaturgie de André Fouché, abbaye de Graville ; spectacle de la Culture du Havre et Comédie du Havre[réf. souhaitée]
- 1979 : Le Petit siècle, d'après 2 farces de Tabarin sur une idée d'André Fouché ; spectacle de Comédie du Havre[7] ;
- 1981: La Nouvelle année ou les Derniers heurts de Maupassant au Grand-Quevilly  spectacle de Théâtre des 2 Rives ; mise en scène de Claude Juin[réf. souhaitée]
- 1982 : Agamemnon d'après Eschyle, mise en scène André Fouché, décors et costumes de Françoise Chevalier, Espace Oscar Niemeyer, Le Havre ; spectacle de l'Atelier Théâtral du Havre[2]